# Elm Creek (Nebraska)
Elm Creek és una població dels Estats Units a l'estat de Nebraska. Segons el cens del 2000 tenia 894 habitants.

## Demografia
Segons el cens del 2000, Elm Creek tenia 894 habitants, 363 habitatges, i 231 famílies. La densitat de població era de 500,3 habitants per km².
Dels 363 habitatges en un 34,4% hi vivien nens de menys de 18 anys, en un 54,5% hi vivien parelles casades, en un 6,3% dones solteres, i en un 36,1% no eren unitats familiars. En el 32,2% dels habitatges hi vivien persones soles el 14,6% de les quals corresponia a persones de 65 anys o més que vivien soles. El nombre mitjà de persones vivint en cada habitatge era de 2,46 i el nombre mitjà de persones que vivien en cada família era de 3,14.
Per edats la població es repartia de la següent manera: un 30,1% tenia menys de 18 anys, un 6,4% entre 18 i 24, un 30,8% entre 25 i 44, un 20,9% de 45 a 60 i un 11,9% 65 anys o més.
L'edat mediana era de 34 anys. Per cada 100 dones de 18 o més anys hi havia 96,5 homes.
La renda mediana per habitatge era de 32.279 $ i la renda mediana per família de 40.417 $. Els homes tenien una renda mediana de 27.500 $ mentre que les dones 19.688 $. La renda per capita de la població era de 17.339 $. Aproximadament el 7% de les famílies i el 6,6% de la població estaven per davall del llindar de pobresa.

## Poblacions més properes
El següent diagrama mostra les poblacions més properes.